# Խ
La Խ, minuscolo խ, è la tredicesima lettera dell'alfabeto armeno. Il suo nome è խե, xe (armeno: [χɛ]).
Rappresenta foneticamente la consonante fricativa uvulare sorda [χ].

## Codici
- Unicode:
  - Maiuscola Խ : U+053D
  - Minuscola խ : U+056D